# Mud Will Be Flung Tonight!
Mud Will Be Flung Tonight! — третий концертный и первый комедийный альбом американской певицы и актрисы Бетт Мидлер, выпущенный в 1985 году на лейбле Atlantic Records.

## Об альбоме
Это был первый альбом подобного рода в дискографии Бетт, все предыдущие концертные альбомы состояли как из юмористических монологов, так и из песен, а также декорациями и частой сменой костюмов. На данном же альбоме практически не содержится музыкальных номеров, подавляющее место здесь занимают юмористические скетчи и монологи.
Большинство из шуток посвящено звёздам: Мадонне («Словно девственница…? Которую трогают впервые…? Впервые за эти стуки!»), Мэрил Стрип, Брюсу Спрингстину, Оливии Ньютон-Джон («Давай станем ближе физически… Дай мне услышать твоё тело…» Моё тело говорит: «Да пошла ты!!!») и другим. Аккомпаниатором за фортепиано выступил Марк Шейман. Также можно услышать, как Мидлер исполняет песню «Otto Titsling», которую через три года она включит в саундтрек к фильму «На пляже».
Стендап выступление было записано 30 апреля и 1 мая 1985 года в импровизационном клубе Бадда Фидмана The Improv в Лос-Анджелесе, Калифорния. Помимо аудио, также были сняты небольшие презентационные ролики, в которых актриса изображает четырех различных персонажей.

## Релиз
Несмотря на положительный критический приём, альбом не снискал популярности у публики, добравшись только до 183-го места в США, что стало худшим результатом для Мидлер в карьере. Первоначально альбом был издан на виниле, в 1989 году вышла его CD-версия. На данный момент это единственный альбом Мидлер, который никогда больше не переиздавался и не продаётся сейчас на физических носителях.

## Критический приём
Шарлотта Диллон из AllMusic поставила альбому четыре звезды из пяти, заявив, что альбом стоит покупки, поскольку на альбоме достаточно материала, чтобы посмеяться; особенно она отметила треки «The Unfettered Boob», «Taking Aim», «Fit or Fat» и «неимоверно смешной номер» под названием «Marriage, Movies, Madonna and Mick». Роберт Кристгау назвал альбом довольно смешным, не лишённым определённого стиля исполнительницы.
Кит Тубер из журнала Orange Coast напротив, дал отрицательную оценку альбому, заявив, что главная проблема Мидлер не в подаче материала, а в самом юморе; по мнению рецензента, она привыкла шокировать публику, однако в современном мире мало кого шокируют шутки ниже пояса. В конце он добавил, что слушать альбом без литра выпитого вина невозможно, а вот в кого точно полетит грязь, так это в тех кто этот альбом купит.
За альбом Бетт Мидлер была удостоена премии American Comedy Awards в категории «Самая смешная запись года».

## Список композиций
| №  | Название                              | Автор(ы)                               | Длительность |
| -- | ------------------------------------- | -------------------------------------- | ------------ |
| 1. | «Taking Aim»                          | Бетт Мидлер                            | 5:09         |
| 2. | «Fit Or Fat 'Fat As I Am'»            | Бетт Мидлер, Джерри Блатт, Марк Шайман | 3:10         |
| 3. | «Marriage, Movies, Madonna and Mick»  | Бетт Мидлер                            | 6:39         |
| 4. | «Vickie Eydie / I’m Singing Broadway» | Бетт Мидлер, Джерри Блатт              | 4:44         |

| №                   | Название              | Автор(ы)                                 | Длительность |
| ------------------- | --------------------- | ---------------------------------------- | ------------ |
| 1.                  | «Coping»              | Бетт Мидлер                              | 1:40         |
| 2.                  | «The Unfettered Boob» | Бетт Мидлер                              | 2:58         |
| 3.                  | «Otto Titsling»       | Бетт Мидлер, Джерри Блатт, Шарлин Сиджер | 4:20         |
| 4.                  | «Why Bother?»         | Бетт Мидлер                              | 6:44         |
| 5.                  | «Soph»                | Бетт Мидлер                              | 4:32         |
| Общая длительность: | Общая длительность:   | Общая длительность:                      | 39:56        |

## Позиции в хит-парадах
| Хит-парад (1985)    | Высшая позиция |
| ------------------- | -------------- |
| США (Billboard 200) | 183            |